# Bibliotekstilsynet
Bibliotekstilsynet (indtil 1953: Statens Bibliotekstilsyn) var en central statslig instans med rådgivende, koordinerende og kontrollerede opgaver over for folkebibliotekerne. Det eksisterede 1920-1989. Fortsatte som Statens Bibliotekstjeneste

## Organisation
Statens Bibliotekstilsyn blev oprettet i 1920 i medfør af den første lov om folkebiblioteker. Det hedder i lovens § 4: ”Statens Medvirken til Bibliotekssagens Fremme efter denne Lov varetages af en Biblioteksdirektør og et Biblioteksraad”. Loven nævner kun, at bibliotekssagens fremme varetages af en biblioteksdirektør. I praksis blev Statens Bogsamlingskomité omdannet til et direktorat for folkebiblioteker med navnet Statens Bibliotekstilsyn. Tilsynet skulle foretage beregning af de årlige statslige tilskud, føre tilsyn til bibliotekerne samt yde råd og vejledning. Biblioteksdirektøren var formand for Biblioteksrådet. Det bestod af 10 medlemmer med repræsentanter for Undervisningsministeriet, de store statslige biblioteker, de forskellige typer af kommuner og de faglige organisationer. Det skulle beskæftige sig med initiativer til bibliotekssagens fremme, bibliotekaruddannelsen samt godkende det årlige budget.

## De første år
Andreas Schack Steenberg fratrådte i 1920 som leder af Statens Bogsamlingskomité og Thomas Døssing blev udpeget som biblioteksdirektør. På finanslovforslaget 1921/22 var opført 543.900 kr. til biblioteksformål – heri ikke indregnet Bibliotekstilsynets budget. Arbejdet for at fremme udviklingen af biblioteker skete i årene derefter i tæt sammenhæng med Danmarks Biblioteksforening, hvor man på årsmøderne drøftede bl.a. det opsøgende arbejde i forhold til f.eks. hospitaler og tilrettelæggelsen af Statens Bibliotekstilsyns støtte og besøg på bibliotekerne. Bibliotekstilsynet ydede også vejledning til de mange nye biblioteksbygninger, som så dagens lys i 1920’erne og 30’erne. Det var f.eks. også helt praktisk vejledning om biblioteksinventar.
Bibliotekstilsynet overtog også ledelsen af Statens Biblioteksskole med biblioteksdirektørens stedfortræder som leder af uddannelsen.
Statens Bibliotekstilsyn fordelte ikke blot statstilskud men ydede også en stor indsats for at oprette nye biblioteker og øge kvaliteten af især sognebibliotekernes bogsamlinger. I februar 1928 blev Bibliotekstilsynet offentligt kritiseret af medlem af Biblioteksrådet og redaktør ved Holbæk Amtstidende Rasmus P. Nielsen. Han mente at Tilsynet blandede sig for meget i især de små sognebibliotekers bogvalg. Det udviklede sig til en konflikt, og på Danmarks Biblioteksforenings årsmøde i august 1928 søgte Rasmus P. Nielsen forgæves at få flertal for et mistillidsvotum til biblioteksdirektøren. Herefter ebbede debatten ud.
Bibliotekstilsynet arbejde også for at fremme studiekredsarbejdet. Lederen af Statens Bogsamlingskomité Andreas Schack Steenberg var første formand for Studiekredsforeningen. I 1930’erne blev studiekredsarbejdet bredt funderet i tæt samarbejde med bibliotekerne.
Statens tilskud via Statens Bibliotekstilsyn var afhængigt af størrelsen af de lokale midler, der blev anvendt på bibliotekerne, hvad enten midlerne kom fra private, foreninger eller kommunen. Dette tilskudsprincip må anses som en væsentlig forklaring på væksten på folkebiblioteksområdet. I perioden efter bibliotekslovens vedtagelse steg benyttelse af folkebibliotekerne stærkt. I 1919/20 udlåntes 1.595.000 bøger. Det var steget til 11.992.000 i 1939/40.

## Folkebibliotekernes Bibliografiske Kontor
Biblioteksstyrelsen gjorde en stor indsats for rationaliseringer i folkebibliotekerne. Et vigtigt led i rationaliseringen var oprettelsen i 1939 af Folkebibliotekernes Bibliografiske Kontor som en selvejende institution. Oprettelsen skete i samarbejde mellem Bibliotekstilsynet og Danmarks Biblioteksforening og fik den senere biblioteksdirektør Erik Allerslev Jensen som første leder. Kontoret fik ansvaret for central katalogisering, trykte kartotekskort, standardiserede tryksager, kataloger, bibliografiske publikationer og læsevejledninger. Kontoret overtog også udarbejdelsen af Dansk Bogfortegnelse fra Gads Forlag. Endelig udsendte kontoret trykte fælleskataloger (eller mønsterkataloger) for købstads- og sognebiblioteker.

## Besættelsestiden
Under besættelsen blev der indført censur på bøger. Umiddelbart efter vedtagelsen af kommunistloven i august 1941 rettede den tyske gesandt henvendelse til Udenrigsministeriet, om man ville drage omsorg for, at tyskfjendtlige, kommunistiske og emigrantbøger skulle inddrages fra udlån i de offentlige biblioteker. I oktober 1942 modtog Bibliotekstilsynet en liste på 100 bøger, som det ville være strafbart at udlåne. Bibliotekstilsynet udsendte et cirkulære herom, dateret d. 12. november, men først udsendt d. 8. december. Underskriveren Thomas Døssing var på det tidspunkt med i illegalt arbejde og blev nogle dage senere arresteret af Gestapo. Han blev senere holdt i husarrest og vendte aldrig tilbage til sin stilling. Sagen fik stor symbolsk betydning, især fordi cirkulæret blev udsendt af Bibliotekstilsynet og den respekterede biblioteksdirektør Thomas Døssing. Det har siden været drøftet, om cirkulæret fik større praktisk betydning, da det af erindringer fremgår, at flere biblioteker omgik cirkulæret ved at sætte de omtalte bøger på magasin og sågar udlånte dem til pålidelige lånere.
1942 skulle der efter planen udsendes et ny mønsterkatalog, hvor det efter dansk nazistisk pres forventedes, at kataloget bagudrettet var ”renset” fra tyskfjendtlig og kommunistisk litteratur. Undervisningsministeriet henstillede at udskyde udgivelsen af et ny mønsterkatalog. I stedet blev udgivet et supplement.
Flere af Bibliotekstilsynets medarbejdere var knyttet til det illegale arbejde. Bibliotekskonsulent Jørgen Banke var initiativtager til det halvillegale Dansk Studiering. Erik Allerslev Jensen var medlem af modstandsgruppen Ringen og formand for Frit Danmarks Bibliotekargruppe, som efter befrielsen udsendte pjecen Demokratiets Krav til Bibliotekerne.
Bibliotekerne havde stor opbakning i befolkningen under besættelsen og benyttelsen steg kraftigt. I 1939/40 udlåntes 11.992.000 bøger. Det var i 1944/45 steget til 16.000.000 udlån.

## Velfærdssamfundet
Efter Døssings arrestation blev Robert L. Hansen biblioteksdirektør. Efter nogle sparsommelige efterkrigsår fortsatte opgangen for folkebibliotekerne. Især på landet gjorde man et stort arbejde for at give sognebibliotekerne bedre lokaleforhold. Desuden blev det gjort en stor indsats for børnebibliotekerne. Biblioteksuddannelsen blev forbedret i 1956 med oprettelsen af Danmarks Biblioteksskole. Det tætte samarbejde mellem Bibliotekstilsynet og Danmarks Biblioteksforening fortsatte. Eksempelvis var Robert L. Hansen redaktør af foreningens blad Bogens Verden frem til 1958. Bibliotekstilsynet samarbejdede også med Danmarks Biblioteksforening om Folkebibliotekernes Bibliografiske Kontor. Det suppleres med endnu et samarbejdsprojekt i 1957 Indbindingscentralen, som stod for central indbinding af biblioteksbøger og som i 1962 fik status af boghandlergrossist, som kunne sikre bøger til den rigtige pris og indbundet i forsvarlige biblioteksbind.
I 1960 udnævntes Erik Allerslev Jensen til biblioteksdirektør efter Robert L. Hansens pensionering. I 1961 blev den fremtrædende socialdemokratiske politiker Ralph Lysholt Hansen formand for Danmarks Biblioteksforening. I et bemærkelsesværdigt samarbejde mellem Erik Allerslev Jensen og Ralph Lysholt Hansen vedtog Folketinget i 1964 Lov om folkebiblioteker m.v. af 27. maj 1964, som i dag anses for et højdepunkt i de danske folkebibliotekers udvikling. Loven fastholdt ordningen med statslig refusion for kommunernes udgifter til biblioteksdrift, den fastslog at alle kommuner var forpligtet til at have et folkebibliotek, den fastholdt den frie og vederlagsfri låneret, den udvidede typen af materialer til udlån med bl.a. grammofonplader og den muliggjorde at folkebibliotekerne også kunne afholde kulturelle arrangementer.
Bibliotekstilsynets personalestab blev udvidet og opdelt i fem organisatoriske enheder for henholdsvis 1. Administration af statens tilskud, 2. Voksne, 3. Børn, 4. Byggeri og 5. Edb-udvikling. I de kommende år blev der bygget mange nye store folkebiblioteksbygninger i de københavnske forstæder samt i både små og store byer uden for København. Efter kommunalreformen i 1970 var der folkebiblioteker i alle landets kommuner. Bibliotekerne fik stor betydning og blev en del af verfærdsstatens kulturpolitik. Benyttelsen af bibliotekerne steg endnu en gang. Udlånet i 1978 var steget til 68.962.000 bøger.

## Rationalisering og centralisering
Rationaliseringerne i biblioteksvæsenet fortsatte. I 1963 ændrede Folkebibliotekernes Bibliografiske Kontor navn til Bibliotekscentralen i tæt sammenhæng med Indbindingscentralen. og samtidig oprettedes en inventarafdeling BC-Inventar. Det tætte samarbejde understregedes af, at Danmarks Biblioteksforening rådede over 2/3 af bestyrelsespladser i disse selskaber, hvad der førte til en begyndende kritik for centralisering og pamperi, af Bibliotekarforbundet karakteriseret som ”det biblioteksindustrielle kompleks”.
Erik Allerslev Jensen gik på pension i 1975. Han efterfulgtes af Kr. Lindbo Larsen, som var biblioteksdirektør 1976-1984.
For at skabe en samlet styring af såvel folke- som forskningsbiblioteker nedsatte regeringen i 1976 en Bibliotekskommission, som afgav betænkning i 1977. Hensigten var at sammenlægge Bibliotekstilsynet og Rigsbibliotekarembedet og oprette et biblioteksdirektorat til fælles styring af såvel folke- som forskningsbiblioteker. Forslaget mødte stor modstand fra Bibliotekarforbundet og fra forskningsbibliotekerne og førte til en splittelse af Danmarks Biblioteksforening. Den socialdemokratiske regerings forslag til en ny lov faldt efterfølgende i Folketinget.

## Indførelse af bloktilskud
I 1983 fik Schlüter-regeringen gennemført en bibliotekslov, hvor de statslige tilskud til folkebibliotekerne blev erstattet af bloktilskud. Hermed bortfald Bibliotekstilsynets opgave med administration af tilskud og opgaven med at godkende nye biblioteksbygninger som forudsætning for tilskud. I 1984 blev Biblioteksstyrelsens medarbejderstab reduceret med 10 medarbejdere.
Med indførelsen af bloktilskud mistede Bibliotekstilsynet en stor del af sin betydning som rådgiver for bibliotekerne og forvalter af bibliotekslovens bestemmelser. Biblioteksstyrelsens rolle blev herefter koordinerende især i katalogiseringsspørgsmål og vedrørende indførelse af edb i folkebibliotekerne. Kr. Lindbo Larsen forlod sin stilling og i hans sted blev 1985-1989 Jan Østergaard Bertelsen konstitueret som biblioteksdirektør. 1990 blev Bibliotekstilsynet sammensluttet med Rigsbibliotekarembedet i Statens Bibliotekstjeneste.